# Chlum (Hartmanice)
Chlum je malá vesnice, část města Hartmanice v okrese Klatovy v Plzeňském kraji. Nachází se asi 2,5 kilometru severně od Hartmanic a sestává ze dvou nenavazujících sídelních útvarů: v údolí podél potoka Volšovky a silnice II/145 je roztažen Dolní Chlum, zatímco Horní Chlum je situován výše, na východním úbočí vrchu Na Větrníku (722 metrů). Chlum leží v katastrálním území Chlum u Hartmanic o rozloze 1,44 km².

## Historie
První písemná zmínka o vesnici pochází z roku 1542, kdy do obnovených desk zemských nechal Břetislav Švihovský z Rýzmberka zapsat prodej Chlumu a řady dalších vsí Pavlovi Tomkovi z Čejkov a jeho nezletilým strýcům.

## Obyvatelstvo
| Rok            | 1869 | 1880 | 1890 | 1900 | 1910 | 1921 | 1930 | 1950 | 1961 | 1970 | 1980 | 1991 | 2001 | 2011 | 2021 |
| -------------- | ---- | ---- | ---- | ---- | ---- | ---- | ---- | ---- | ---- | ---- | ---- | ---- | ---- | ---- | ---- |
| Počet obyvatel | 204  | 224  | 225  | 201  | 221  | 209  | 222  | 128  | 114  | 99   | 71   | 68   | 54   | 53   | 46   |
| Počet domů     | 23   | 26   | 27   | 27   | 30   | 29   | 30   | 24   | 24   | 22   | 20   | 23   | 24   | 25   | 27   |

## Obecní správa
Při sčítání lidu v letech 1850–1879 Chlum byl osadou města Hartmanice v okrese Sušice. V letech 1880–1949 byl osadou obce Hořejší Těšov v okrese Sušice. V letech 1950–1959 byl osadou obce Těšov u Sušice v okrese Sušice. Od roku 1960 je opět částí města Hartmanice v okrese Klatovy.

## Pamětihodnosti
- V Horním Chlumu stojí chlumský zámek z první poloviny osmnáctého století.[8]
- Přírodní rezervace Žežulka

## Galerie

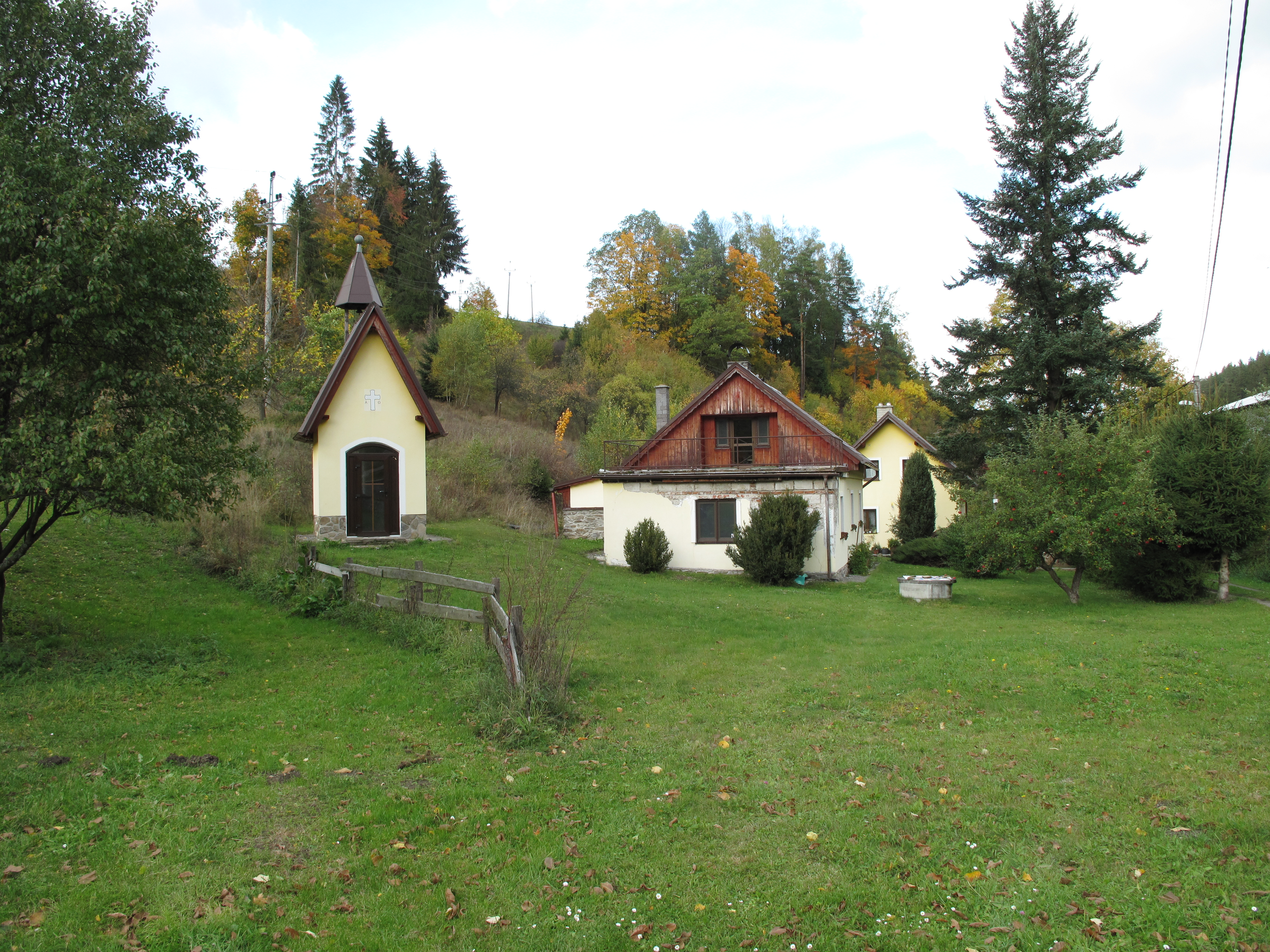
Kaplička a domy
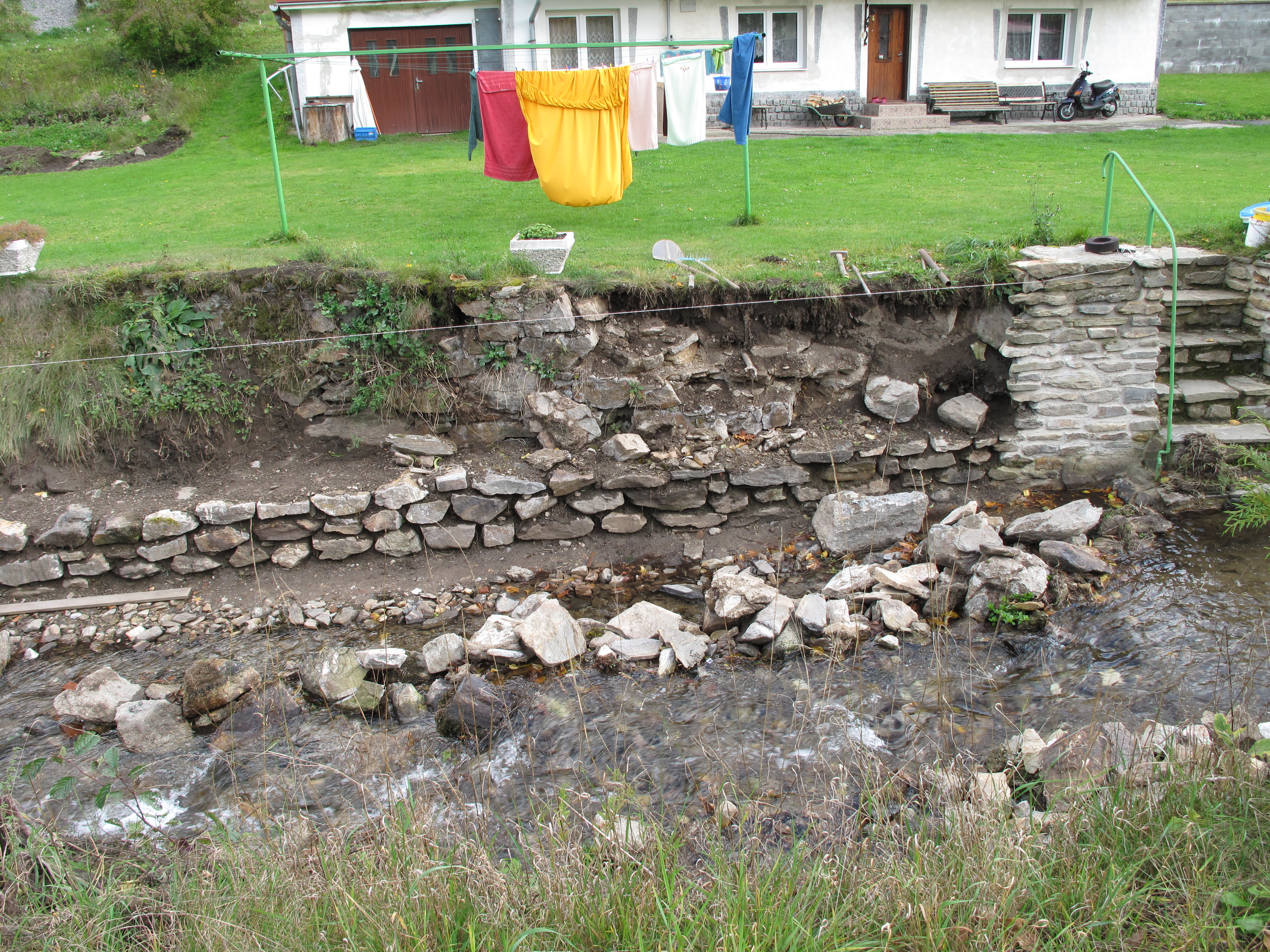
Oprava břehu potoka
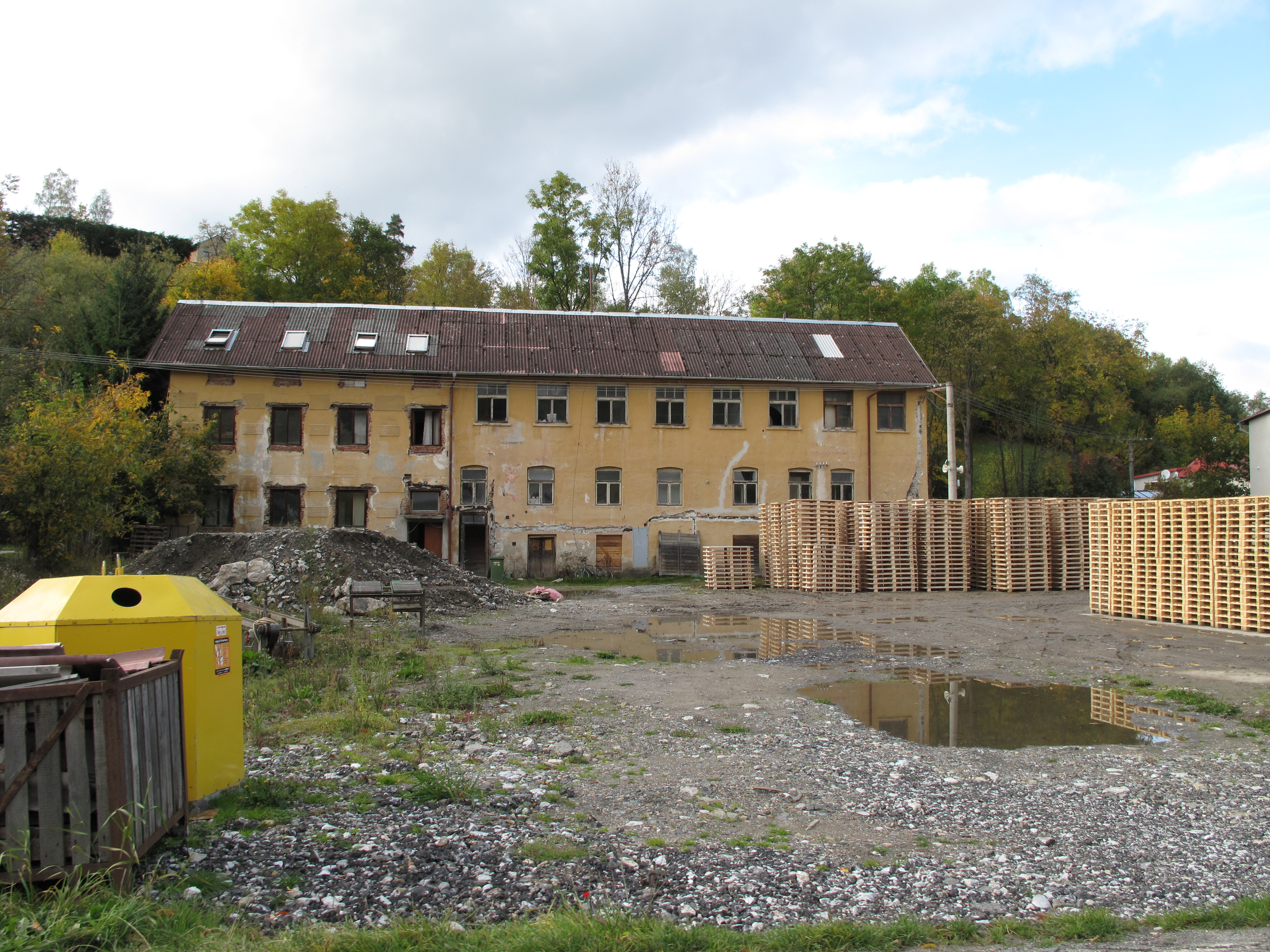
Pila